# (269485) Bisikalo
(269485) Bisikalo est un astéroïde de la ceinture principale.

## Description
(269485) Bisikalo est un astéroïde de la ceinture principale. Il fut découvert le 21 octobre 2009 à Zelenchukskaya Station par Timur V. Kryachko. Il présente une orbite caractérisée par un demi-grand axe de 2,72 UA, une excentricité de 0,07 et une inclinaison de 7,3° par rapport à l'écliptique.

## Compléments